# Космос-419
«Космос-419», «Марс 1971C» — советская автоматическая межпланетная станция (АМС) четвёртого поколения космической программы «Марс». Одна из трёх АМС серии М-71. «Марс 1971C» предназначена для исследования Марса с орбиты искусственного спутника. АМС состояла из орбитальной станции, не имела спускаемого аппарата с автоматической марсианской станцией.

## Задачи и цели миссии
С борта станции, выведенной на орбиту вокруг Марса, планировалось провести изучение состава и характеристик атмосферы планеты, её поверхности, определить распределение температуры по поверхности Марса. Для получения крупно- и мелкомасштабных изображений поверхности Марса на АМС были установлены длинно- и короткофокусная фототелевизионные установки.
«Марс 1971C» решал важную техническую задачу — уточнение положения (эфемерид) Марса, что необходимо для выдерживания расчётного угла входа спускаемого аппарата в атмосферу Марса.

### Орбитальная станция
Орбитальная станция содержит следующие основные части: цилиндрический блок баков двигательной установки, тороидальный приборный отсек, корректирующий двигатель с узлами автоматики, раскрывающиеся панели солнечных батарей, радиаторы системы терморегулирования, антенно-фидерные устройства.
На орбитальной станции установлена бортовая цифровая вычислительная машина (впервые на советских АМС, ранее только на беспилотных кораблях 11Ф91 «Л-1» устанавливался очень упрощённый вариант БЦВМ — бортовой вычислитель «Аргон-11»). БЦВМ должна была не только управлять служебными и научными системами орбитальной станции, но и рассчитывать установки для входа в атмосферу Марса спускаемого аппарата, если таковой был установлен на АМС.

## Полёт
10 мая 1971 года в 20:24 ДМВ ракета-носитель Протон-К успешно вывела АМС на орбиту искусственного спутника Земли с параметрами: наклонение 51,5°, высота 145×159 км, период обращения 87,4 минуты. Однако на траекторию полёта к Марсу станция не перешла, так как не произошло повторного запуска двигателя разгонного Блока Д. Как выяснилось при разборе неудачи, в бортовую вычислительную машину было введено ошибочное значение времени запуска двигателя блока Д. Из-за ошибки в разряде двигатель должен был запуститься не через несколько десятков минут, как предусматривала программа полёта, а через полторы сотни часов. Связка АМС/разгонный блок осталась на низкой околоземной орбите. В сообщении ТАСС АМС была названа спутником «Космос 419». Через два дня после запуска, 12 мая 1971 года связка вошла в плотные слои земной атмосферы и сгорела.
Программа полёта космического аппарата «Космос-419» не выполнена. В причинах неудачи разобрались быстро, исправили программу БЦВМ.